# سره نیو
سرنیو (به ایتالیایی: Seregno) یک کومونه در ایتالیا است که در استان مونتزا و بریانتزا واقع شده‌است.

## خصوصیات
سرنیو ۱۳٫۰۱ کیلومترمربع مساحت و ۴۴٬۲۹۶ نفر جمعیت دارد و ۲۲۲ متر بالاتر از سطح دریا واقع شده‌است.

## خواهرخوانده
شهر Sant'Agata di Esaro خواهرخواندهٔ سرنیو هست.